# Bele Vode, Novi Pazar
Bele Vode (izvirno srbsko Беле Воде) je naselje v Srbiji, ki upravno spada pod Mesto Novi Pazar; slednja pa je del Raškega upravnega okraja.

## Demografija
V naselju živi 643 polnoletnih prebivalcev, pri čemer je njihova povprečna starost 34,4 let (33,9 pri moških in 35,0 pri ženskah). Naselje ima 218 gospodinjstev, pri čemer je povprečno število članov na gospodinjstvo 4,00.
Naselje je v večjem delu poseljeno z Bošnjaki (popis prebivalstva leta 2002). 
|  |

| Demografija | Demografija     | Demografija     |
| Leto        | Št. prebivalcev | Št. prebivalcev |
| ----------- | --------------- | --------------- |
|             |                 |                 |
|             |                 |                 |
|             |                 |                 |
|             |                 |                 |
| 1948        | 783             |                 |
| 1953        | 918             |                 |
| 1961        | 986             |                 |
| 1971        | 1022            |                 |
| 1981        | 1135            |                 |
| 1991        | 1132            | 1083            |
| 2002        | 1069            | 872             |
|             |                 |                 |

| Etnična sestava po popisu iz leta 2002 | Etnična sestava po popisu iz leta 2002 | Etnična sestava po popisu iz leta 2002 | Etnična sestava po popisu iz leta 2002 | Etnična sestava po popisu iz leta 2002 |
| -------------------------------------- | -------------------------------------- | -------------------------------------- | -------------------------------------- | -------------------------------------- |
| Bošnjaki                               | Bošnjaki                               |                                        | 843                                    | 96,67%                                 |
| Srbi                                   | Srbi                                   |                                        | 24                                     | 2,75%                                  |
| Hrvati                                 | Hrvati                                 |                                        | 1                                      | 0,11%                                  |
| Muslimani                              | Muslimani                              |                                        | 1                                      | 0,11%                                  |
| Neznano                                | Neznano                                |                                        | 3                                      | 0,34%                                  |